# Laetitia Pesenti
Pour les articles homonymes, voir Pesenti.
Laetitia Pesenti est une actrice française née le 29 juillet 1975 à Marseille.

## Biographie
Laetitia Pesenti est une actrice marseillaise, connue pour avoir été une des actrices récurrentes des films de Robert Guédiguian avec quatre rôles, ainsi que pour avoir été nommée au César du meilleur espoir féminin en 1998 pour Marius et Jeannette, remporté par Emma de Caunes.
Après le tournage d'un épisode de Maigret avec Bruno Cremer en 2004, l'actrice arrête sa carrière cinématographique.

## Filmographie

### Cinéma
- 1995 : À la vie, à la mort ! de Robert Guédiguian : Vénus
- 1997 : Marius et Jeannette de Robert Guédiguian : Magali
- 1998 : À la place du cœur de Robert Guédiguian : L'institutrice
- 2000 : À l'attaque ! de Robert Guédiguian : Vanessa

### Télévision
- 2004 : Maigret (épisode Maigret en meublé) : Aline Archambaud.

## Distinctions
- 1998 : Nomination au César du meilleur espoir féminin pour Marius et Jeannette